# Municipalità distrettuale di Xhariep
La municipalità distrettuale di Xhariep (in inglese Xhariep District Municipality) è un distretto della provincia di Free State e il suo codice di distretto è DC16.
La sede amministrativa e legislativa è la città di Trompsburg e il suo territorio si estende su una superficie di 34.249 km².

## Geografia fisica

### Confini
La  municipalità distrettuale di Xhariep confina a nord con quella di Lejweleputswa,a est con quella di Motheo e con il Lesotho, a sud con quella di Ukhahlamba (Provincia del Capo Orientale) e a ovest con quelle di Pixley ka Seme e Frances Baard (Provincia del Capo Settentrionale).

### Suddivisione amministrativa
Il distretto è suddiviso in 3 municipalità locali:
- Kopanong (FS162)
- Letsemeng (FS161)
- Mohokare (FS163)